# Olympische Sommerspiele 1952/Radsport – Zeitfahren Bahn (Männer)
Das 1000-m-Zeitfahren im Bahnradsport der Männer bei den Olympischen Spielen 1952 in Helsinki wurde am 31. Juli um 11:00 Uhr im Helsingin Velodromi ausgetragen.

## Ergebnisse
| Rang | Athlet                    | Nation                | Zeit       | Anm. |
| ---- | ------------------------- | --------------------- | ---------- | ---- |
| 1    | Russell Mockridge         | Australien            | 1:11,1 min | OR   |
| 2    | Marino Morettini          | Italien               | 1:12,7 min |      |
| 3    | Raymond Robinson          | Südafrikanische Union | 1:13,0 min |      |
| 4    | Clodomiro Cortoni         | Argentinien           | 1:13,2 min |      |
| 5    | Don McKellow              | Großbritannien        | 1:13,3 min |      |
| 6    | Ib Vagn Hansen            | Dänemark              | 1:14,4 min |      |
| 7    | Ion Ioniță                | Rumänien              | 1:14,4 min |      |
| 8    | Jan Hijzelendoorn         | Niederlande           | 1:14,5 min |      |
| 9    | Henri Andrieux            | Frankreich            | 1:14,7 min |      |
| 10   | Joseph De Bakker          | Belgien               | 1:14,7 min |      |
| 11   | Malcolm Simpson           | Neuseeland            | 1:15,1 min |      |
| 12   | Ladislav Fouček           | Tschechoslowakei      | 1:15,2 min |      |
| 13   | Lew Mironowitsch Zypurski | Sowjetunion           | 1:15,2 min |      |
| 14   | Onni Kasslin              | Finnland              | 1:15,3 min |      |
| 15   | Fredy Arber               | Schweiz               | 1:15,4 min |      |
| 16   | Andoni Ituarte            | Venezuela             | 1:15,4 min |      |
| 17   | Hernán Masanés            | Chile                 | 1:15,9 min |      |
| 18   | István Lang               | Ungarn                | 1:16,9 min |      |
| 19   | Luis Ángel de los Santos  | Uruguay               | 1:17,0 min |      |
| 20   | Kenneth Farnum            | Jamaika               | 1:17,2 min |      |
| 21   | Kurt Nemetz               | Österreich            | 1:17,5 min |      |
| 22   | Frederick Henry           | Kanada                | 1:17,6 min |      |
| 23   | Frank Brilando            | Vereinigte Staaten    | 1:17,8 min |      |
| 24   | Gustavo Martínez          | Guatemala             | 1:18,9 min |      |
| 25   | Imtiaz Bhatti             | Pakistan              | 1:21,2 min |      |
| 26   | Tadashi Kato              | Japan                 | 1:23,2 min |      |
| 27   | Suprovat Chakravarty      | Indien                | 1:26,0 min |      |

## Weblink
- Ergebnisse in der Datenbank von Olympedia.org (englisch)